# Perasia
Perasia is een geslacht van vlinders van de familie spinneruilen (Erebidae), uit de onderfamilie Catocalinae.

## Soorten
- P. aequa Draudt, 1940
- P. bigutta Schaus, 1901
- P. candida Dognin, 1912
- P. copiola Guenée, 1852
- P. dimera Dyar, 1912
- P. dyndyma Stoll
- P. flexa Guenée, 1852
- P. fuscilineata Kaye, 1901
- P. garnoti Guenée, 1852
- P. helvina Guenée, 1852
- P. inficita Walker, 1865
- P. iniqua Guenée, 1852
- P. jaliscana Schaus, 1901
- P. jugis Walker, 1858
- P. lineolaris Hübner, 1818
- P. monaxa Schaus, 1901
- P. montana Schaus, 1911

- P. moxa Schaus, 1894
- P. moxilla Draudt & Gaede, 1940
- P. navilla Schaus, 1901
- P. ora Cramer
- P. prolixa Felder, 1874
- P. resecta Dognin, 1912
- P. strigillaris Hübner, 1827
- P. succrassata Dyar, 1921
- P. ule Hübner, 1827